# Bartłomiej Bonk
Bartłomiej Wojciech Bonk (ur. 11 października 1984 w Więcborku) – polski sztangista. Wychowanek klubu MLKS Krajna Sępólno Krajeńskie, od 2001 reprezentant Budowlanych Opole, gdzie jego trenerem jest Ryszard Szewczyk; olimpijczyk z Pekinu (2008) (w kategorii do 94 kg) i Londynu (2012) (w kategorii 105 kg). Srebrny medalista olimpijski z Londynu, mistrz Europy (2015).

## Kariera sportowa
W reprezentacji Polski debiutował w 2000 na mistrzostwach Europy juniorów młodszych, zajmując 6. miejsce w kategorii 70 kg, z wynikiem 250 kg (107,5 kg + 142,5 kg). W 2002 zadebiutował w mistrzostwach świata juniorów, zajmując 11. miejsce w kategorii 94 kg z wynikiem 327,5 kg (140 +182,5), mistrzostwach Europy juniorów, zajmując  9. miejsce w kategorii 94 kg z wynikiem 347,5 kg (157,5 kg + 190 kg) oraz mistrzostwach świata seniorów w Warszawie, zajmując 11. miejsce w kategorii 94 kg z wynikiem 357,5 kg (162,5 kg +195 kg). W 2003 zajął 4. miejsce w mistrzostwach świata juniorów w kategorii 94 kg z wynikiem 370 kg (165 kg + 205 kg), lecz w jego organizmie wykryto niedozwolony środek. W 2004 wystąpił w mistrzostwach Europy seniorów, zajmując 7. miejsce w kategorii 94 kg z wynikiem 382,5 kg (172,5 kg + 210 kg). W tym samym roku został wicemistrzem świata juniorów w kategorii 94 kg z wynikiem 385 kg (172,5 kg + 212,5). W 2004 sięgnął także po mistrzostwo Polski seniorów w tej samej kategorii z wynikiem 377,5 kg,  ale po raz drugi w karierze został zdyskwalifikowany za doping. Ukarany trzyletnim zakazem startów, poza utratą mistrzostwa Polski został także wycofany z kadry na Igrzyska Olimpijskie w Atenach Karę skrócono mu po upływie półtora roku i powrócił do startów w 2006
Po powrocie do sportu wystąpił jeszcze pięć razy w Mistrzostwach Świata seniorów (2006, 2007 i 2009 w kategorii 94 kg, 2010 i 2011 w kategorii 105 kg), a jego najlepszym wynikiem było 4. miejsce w 2010 w kategorii 105 kg z wynikiem 402 kg (180 kg + 222 kg). W podrzucie na tych mistrzostwach zajął trzecie miejsce. Dwukrotnie po dyskwalifikacji startował w mistrzostwach Europy (2006 w kategorii 94 kg, 2011 w kategorii 105 kg). W 2011 zdobył w mistrzostwach Europy brązowy medal wynikiem 394 kg (180 kg + 214 kg).
W 2008 na Igrzyskach Olimpijskich w Pekinie w rwaniu uzyskał wynik 175 kg, który dawał mu 8. miejsce, ale w podrzucie spalił wszystkie podejścia (2 x 211 kg, 1 x 212 kg) i nie został sklasyfikowany. 6 sierpnia 2012 roku podczas Igrzysk Olimpijskich w Londynie prowadził po rwaniu w kategorii 105 kg wynikiem 190 kg, wywalczając na koniec zawodów brąz wynikiem 410 kg (190 kg + 220 kg). W grudniu 2019, po dyskwalifikacji zwycięzcy londyńskiego konkursu Ołeksija Torochtija, Bonkowi przyznano srebrny medal.
Sześciokrotnie zdobywał mistrzostwo Polski seniorów, w tym trzykrotnie w kategorii 94 kg (2007 – 367 kg, 2008 – 369 kg, 2009 – 377 kg) i trzykrotnie w kategorii 105 kg (2010 – 400 kg, 2011 – 411 kg, 2012 – 390 kg)

## Życie prywatne
Mąż Barbary Sachmacińskiej-Bonk – zawodniczki CLKS Mazovii Ciechanów, mają syna Mateusza, urodzonego w 2004 r; oraz córeczkę urodzoną w 2012. Jej bliźniaczka, Julia zmarła 13 lutego 2014 roku.

## Polityka
W wyborach samorządowych w 2018 zdobył mandat radnego Rady Miasta Opola.

## Wyniki

### Igrzyska olimpijskie
| Olimpiada   | Miejsce | Data | Konkurencja | Rezultat            |
| ----------- | ------- | ---- | ----------- | ------------------- |
| Pekin 2008  | Pekin   | 2008 | kat. 94 kg  | Nie ukończył        |
| Londyn 2012 | Londyn  | 2012 | kat. 105 kg | 2. miejsce - 410 kg |

### Mistrzostwa świata
| Mistrzostwa Świata | Miejsce       | Data | Konkurencja | Rezultat                                   |
| ------------------ | ------------- | ---- | ----------- | ------------------------------------------ |
| Warszawa 2002      | Warszawa      | 2002 | kat. 94 kg  | 11. miejsce – 357,5 kg (162,5 kg + 195 kg) |
| Santo Domingo 2006 | Santo Domingo | 2006 | kat. 94 kg  | 11. miejsce – 375 kg (170 kg + 205 kg)     |
| Chiang Mai 2007    | Chiang Mai    | 2007 | kat. 94 kg  | 8. miejsce – 383 kg (173 kg + 210 kg)      |
| Goyang 2009        | Koyang        | 2009 | kat. 94 kg  | 10. miejsce – 376 kg (172 kg + 204 kg)     |
| Antalya 2010       | Antalya       | 2010 | kat. 105 kg | 4. miejsce – 402 kg (180 kg + 222 kg)      |
| Paryż 2011         | Paryż         | 2011 | kat. 105 kg | 5. miejsce – 406 kg (185 kg + 221 kg)      |
| Wrocław 2013       | Wrocław       | 2013 | kat. 105 kg | 3. miejsce – 404 kg (188 kg + 216 kg)      |

### Mistrzostwa Europy
| Mistrzostwa Europy | Miejsce      | Data | Konkurencja | Rezultat                                  |
| ------------------ | ------------ | ---- | ----------- | ----------------------------------------- |
| Kijów 2004         | Kijów        | 2004 | kat. 94 kg  | 7. miejsce – 382,5 kg (172,5 kg + 210 kg) |
| Władysławowo 2006  | Władysławowo | 2006 | kat. 94 kg  | 4. miejsce – 387 kg (179 kg + 208 kg)     |
| Kazań 2011         | Kazań        | 2011 | kat. 105 kg | 3. miejsce – 394 kg (180 kg + 214 kg)     |
| Tbilisi 2015       | Tbilisi      | 2015 | kat. 105 kg | 1. miejsce – 408 kg (185 kg + 223 kg)     |

### Mistrzostwa Polski
| Mistrzostwa Polski | Miejsce   | Data | Konkurencja | Rezultat            |
| ------------------ | --------- | ---- | ----------- | ------------------- |
| Ciechanów 2007     | Ciechanów | 2007 | kat. 94 kg  | 1. miejsce – 367 kg |
| Zakliczyn 2008     | Zakliczyn | 2008 | kat. 94 kg  | 1. miejsce – 369 kg |
| Polkowice 2009     | Polkowice | 2009 | kat. 94 kg  | 1. miejsce – 377 kg |
| Opole 2010         | Opole     | 2010 | kat. 105 kg | 1. miejsce – 400 kg |
| Płońsk 2011        | Płońsk    | 2011 | kat. 105 kg | 1. miejsce – 411 kg |
| Zakliczyn 2012     | Zakliczyn | 2012 | kat. 105 kg | 1. miejsce – 390 kg |
| Ciechanów 2013     | Ciechanów | 2013 | kat. 105 kg | 1. miejsce – 395 kg |

## Odznaczenia
- Srebrny Krzyż Zasługi – 2013[14]